# Garra bisangularis
Garra bisangularis är en fiskart som beskrevs av Chen, Wu och Xiao 2010. Garra bisangularis ingår i släktet Garra och familjen karpfiskar. Inga underarter finns listade i Catalogue of Life.